# Moritz Fürste
Moritz Fürste (født 28. oktober 1984) er en tysk tidligere hockeyspiller, der har vundet medaljer ved tre olympiske lege. 
Fürste spillede det meste af sin karriere i Uhlenhorste HC med korte afstikkere til Indien og Spanien, og han debuterede på det tyske hockeylandshold i 2005.
Han var første gang med ved OL i OL 2008 i Beijing, hvor han spillede alle Tysklands kampe. Tyskland blev nummer to i sin indledende pulje, hvorpå holdet besejrede Holland i semifinalen efter straffeslag. I finalen sikrede tyskerne sig guldet med en 1-0-sejr over Spanien, der fik sølv, mens Australien vandt bronze.
Han var igen med for Tyskland ved OL 2012 i London og spillede alle kampe, hvor tyskerne blev nummer to i deres indledende pulje efter Holland. De vandt derpå semifinalen over Australien 4-2 og fik derved revanche for nederlaget i VM-finalen 2010. I finalen besejrede de Holland 2-1 og sikrede sig dermed guldet foran Holland, mens Australien vandt bronzekampen.
Han deltog for sidste gang ved et OL i 2016 i Rio de Janeiro, og her vandt Tyskland sin indledende pulje, hvorpå de vandt kvartfinalen 3-2 over New Zealand, inden de i semifinalen tabte 2-5 til Argentina, der senere vandt finalen over Belgien. I kampen om tredjepladsen vandt Tyskland over Holland efter straffeslag. I denne turnering spillede Fürste igen alle kampe, og han scorede syv mål.
Fürste spillede sin sidste landskamp ved EM 2018, hvor han blev topscorer med 11 mål, da Tyskland blev nummer tre. Han indstillede helt karrieren i maj 2018. Han nåede i sin karriere i alt 262 landskampe og scorede her 87 mål.